# つのだじろう
つのだ じろう（本名：角田 次朗〈読み同じ〉、1936年〈昭和11年〉7月3日 - ）は、日本の漫画家・心霊研究家。東京府東京市下谷区豊住町（現：東京都台東区下谷1丁目）出身。血液型O型。八人兄弟の次男であり、次弟のつのだたかしはリュート奏者、末弟のつのだ☆ひろはミュージシャン。漫画原作者・ゲームクリエイターのビトウゴウは息子である。

## 来歴
当時の下谷区豊住町で床屋を営む家に生まれ育つ。小学2年生のころ空襲を避けるため一家で福島県に疎開、戦争が終わった中学2年生の時に東京に戻る。新宿区立淀橋中学校（現：新宿区立西新宿中学校）、東京都立青山高等学校卒業。
高校在学中に自宅近くのグラウンドで草野球を観戦していたところ、一方のチームの監督が漫画家の島田啓三であることに気づく。つのだはベンチに押しかけ自作の漫画原稿を島田に見せて無理やり論評を聞き、これをきっかけに師事することとなる。1955年（昭和30年）、『漫画少年』に「新・桃太郎」が掲載され漫画家デビュー。この作品はわずか3ページほどの短編であるが、師である島田から何度も書き直しを命じられ、苦心の末に投稿を許されて掲載されたものだという。
同じく『漫画少年』に投稿していた若い漫画家達と知り合い、そのツテで新漫画党に入党。豊島区のトキワ荘に通う事になる。1958年、『りぼん』連載の『ルミちゃん教室』がヒットししばらくは少女漫画を主に描いていた。1961年、『なかよし』に連載した『ばら色の海』で、第2回講談社児童まんが賞を受賞。その後は少年漫画誌に移りギャグ漫画を描くようになり、『ブラック団』『忍者あわて丸』などで人気を博す。
1971年から梶原一騎原作で描いた空手バイオレンス漫画『空手バカ一代』が大ヒット、以降は劇画調の作品を描くようになる（『空手バカ一代』は連載途中で降板。その経緯については空手バカ一代＃作品の周辺を参照）。デビュー間もない頃、東京・両国橋でオレンジ色のUFOを目撃したことをきっかけにオカルトを研究していたつのだはその知識を生かし、1973年に『うしろの百太郎』『恐怖新聞』といった怪奇漫画を立て続けに連載、大ブームを巻き起こしオカルト漫画の第一人者となった。
その他の代表作として、本格派将棋漫画である『5五の龍』、様々な女性達の運命をリアルに描いた『女たちの詩』シリーズなど、TVドラマ化された作品が多数ある。ギャグからシリアスなもの、少年・少女向けから大人向けまでとオールラウンドなジャンルで活躍した。

## 人物
- 秦の始皇帝の子孫を自認している。現在は角田姓だが、先祖の姓は秦（しんの）であった。つのだじろうの祖父は福島県出身で名前は秦徳次郎、父は秦雄喜（しんのゆうき）だった。明治時代、雄喜が小学生だったころ、血縁関係のない角田富蔵の家に徳次郎が子供とともに夫婦養子として入籍して角田姓になったが、養子関係は3年で解消。が、戸籍を戻さなかったため、角田姓になってしまった。老年になった父・雄喜から初めてこの事実を聞かされたつのだじろうは、「つのだプロダクション」を解散して1980年から新しく「秦企画（しんのきかく）」という会社を建てた。その前後から、仕事場兼自宅で不思議な火事が起きたり、始皇帝の霊が母親の夢枕に立ち子孫へのお告げを述べたり、中国の始皇帝陵に参詣したじろうが張良の霊に憑依されるなど、さまざまな心霊現象が続いた（と、つのだ本人は主張している）[2]。
- 「恐怖マンガとしての表現」の範囲でエンターテインメント性を重視し、心霊研究に関しては、単なる興味本位の「心霊スポット巡り」や「狐狗狸（こっくり）さん」といった、霊を弄ぶような行為に警鐘を鳴らし続けた。「先祖を大切にする事」「守護霊の存在」といった内容を漫画作品や執筆、時には出演したTV番組や講演などで常に訴え続けてきた。また「超能力・霊能力」の実証研究や分析もしている。
- トキワ荘に出入りしていた当時は生真面目な青年であり、新漫画党の映画に関する雑談や飲み会などを「不真面目な態度」と激怒し、巻紙に抗議文を書いてトキワ荘を飛び出す[1]。その後、藤本弘から弁明の返書をもらい、トキワ荘に戻ってきた時に彼らの漫画に対する情熱を目の当たりにし、トキワ荘の「道楽派」となり積極的に遊ぶようになる[3]。それまで一切やらなかった酒、タバコを始め、遊びの道にのめり込んだつのだの変貌ぶりを見て、一同は「クソ真面目から真面目が無くなったら、ただの”クソ”だけなった。」と口を揃えたという。
- 作劇の範囲は「ギャグ」「コメディ」「シリアス」「ギャンブル」「人情」「女性」など多岐にわたり、自身も「特定のジャンルだけにこだわり『〇〇漫画家』等と呼ばれることは好まない。」と公言している。
- 将棋アマ四段、スキー1級、書道三段、催眠術、空手、剣道、浮世絵春画など多趣味で知られている。特に将棋については『5五の龍』他の作品に見られる通り造詣が深い。
- 『空手バカ一代』を連載していた際、作品のモデルとなった極真会館に通い、大山倍達から直々に稽古をつけて貰っていたという。しかし、誘われて一緒に入門した藤子Aは修行の厳しさに早々と逃亡。つのだだけがその後2年間通い続けた。

## 略歴
- 1955年 - 『漫画少年』に「新桃太郎」でデビュー。新漫画党に入党し、トキワ荘グループの一員となる。
- 1958年 - 月刊漫画誌『りぼん』（集英社）に連載された「ルミちゃん教室」が人気を博す。
- 1961年 - 少年・少女・青年誌などに話題作を発表し続け「第2回講談社漫画賞」を受賞。
- 1963年 - 石森章太郎、鈴木伸一、藤子不二雄らと共にアニメ製作会社スタジオ・ゼロを設立する。
- 1971年 - スタジオ・ゼロ解散。
- 1971年 - 『週刊少年マガジン』（講談社）に掲載された「空手バカ一代」が人気を博し、のちにテレビアニメも製作された。
- 1973年 - 『週刊少年マガジン』誌上で「うしろの百太郎」、『週刊少年チャンピオン』（秋田書店）誌上で「恐怖新聞」をそれぞれ連載。以後、心霊研究家としても活躍するようになる。

## 作品リスト
- スーパー万兵衛（1957年、月刊「少年」、光文社）
- ルミちゃん教室（1958年、りぼん、集英社）
- ばら色の海（1961年、なかよし、講談社）
- 雨の子のうた（1961年、なかよし、講談社）
- ブラック団（1964年、週刊少年サンデー、小学館）
- あかね雲のうた（1964年、りぼん、集英社）
- 俺の太陽（1965年 - 1966年、週刊少年サンデー、小学館）
- 忍者あわて丸（1965年 - 1968年、週刊少年キング、少年画報社、TVアニメ「ピュンピュン丸」およびWEBアニメ「花のずんだ丸」の原作）
- 怪虫カブトン（1966年、週刊少年サンデー）
- グリグリ（1967年、週刊少年サンデー、小学館、「怪虫カブトン」の脇役だったグリグリを主人公にした作品）
- ライバル左腕（196６年、『冒険王』、野球漫画。少女投手を登場させた初の野球漫画となる）
- ライバルの旗（1967年、『冒険王』、野球漫画）
- てなもんや一本槍（1968年、週刊少年サンデー、小学館、同名のテレビコメディのコミカライズ版、原作：香川登志緒）
- ちびっこオクさん（1968年、りぼん、集英社）[4]
- ドリフターズですよ!特訓特訓また特訓（1969年、週刊少年キング、少年画報社、同名の東宝映画のコミカライズ版）
- 發の罠（1969年、プレイコミック11月10日号、秋田書店）
- すっとびコンビの世界一周 とびだせドンポコ （1969年 - 1970年、５年の学習、学習研究社）[5][6]
- ジャンケンケンちゃん（1969年 - 1970年ごろ、小学一年生、小学館）[7]
- 狼よ！なぜ走る（1969年 - 1970年、不明、曙出版）
- 虹をよぶ拳（1969年 - 1970年、冒険王、秋田書店）
- ジョーハツ部隊（少年画報社『少年画報』1971年7号読切り）[8]
- 空手バカ一代（1971年 - 1973年、週刊少年マガジン、講談社）
- 泣くな! 十円（1971年 - 1973年、週刊少年チャンピオン、秋田書店）
- 女たちの詩シリーズ（1971年 - 1973年、プレイコミック、秋田書店）
- マホメット（1972年1月 - 同年4月、漫画サンデー、小学館、未単行本）
- うしろの百太郎（1973年 - 1976年、週刊少年マガジン）
- 亡霊学級（1973年、週刊少年チャンピオン）
- 恐怖新聞（1973年 - 1976年、週刊少年チャンピオン）
- ワイルド・コミックス　横溝正史シリーズ　八つ墓村　犬神家の一族　悪魔の手毬唄（1976年 富士見書房 このシリーズは、これ以降、獄門島 悪魔が来たりて笛を吹く 本陣殺人事件 病院坂の首縊りの家の全七作品が刊行予定だったが、発刊されなかった）
- 霊界通信（週刊少年サンデー）
- メギドの火（1976年、週刊少年サンデー）
- その他くん（1976年、週刊少年マガジン）
- グリグリジャイアンツ(1977年、小学一年生)
- 呪凶介PSI霊査室（1977年、週刊少年キング）
- ときめきの墓（1977年 - 1978年、週刊明星、集英社）
- ゴッドハンド（1978年、週刊少年チャンピオン）
- 魔子（1978年、ビッグコミック、小学館）
- 5五の龍（1978年 - 1980年、週刊少年キング）
- 銀座花族（1980年、週刊女性、主婦と生活社、TVドラマ「虹子の冒険」の原作）
- 真夜中のラヴ・レター（1981年、週刊女性、主婦と生活社）
- 恋人は主護霊さま（週刊女性、主婦と生活社）
- ついに霊魂をとらえた！（1982年、サンデー社）活字本
- 日時計花時計（週刊女性、主婦と生活社）
- 蓮華伝説（漫画ゴラク）
- 新うしろの百太郎（週刊少年マガジン、講談社）
- 学園七不思議（1986年 - 1989年、サスペリア、秋田書店、TVアニメ「ハイスクールミステリー学園七不思議」の原作）
- 新説百物語（1987年 - 1990年、月刊ハロウィン、朝日ソノラマ）
- ホラーペンション（1987年、月刊ハロウィン、同年フジテレビ系でドラマ化）
- 恐怖新聞II（1990年 - 1993年、サスペリア）
- うしろの百太郎 平成版（2003年、書き下ろし）
- 恐怖新聞 平成版（2003年、書き下ろし）
- うしろの始皇帝（2006年、学習研究社刊）活字本新刊
- つのだじろうの浮世絵春画ばなし（2007年ソフトバンククリエィテブ刊）活字本新刊
- マンガ日本の古典 32巻「怪談」（原作：小泉八雲、中央公論社）
- 赤バットのうた（まんが王）[9]

他、短編など多数。

## 関連書籍
- いきなり最終回 PART4（1992年、JICC出版局） - 恐怖新聞の最終回が掲載。つのだへのインタビューもあり。

## 師匠
- 島田啓三

## アシスタント
- 芳谷圭児
- 石井いさみ
- 制野秀一
- ひびきゆうぞう（守谷哲巳）
- 居村眞二
- 芥真木
- 田上憲治
- もとやま礼子
- 上田久治
- 高屋潤
- 馬越香代子
- 高橋道恵[10]

## つのだじろうを演じた人物
- 塩沢兼人 - テレビアニメ『ぼくらマンガ家 トキワ荘物語』（日生ファミリースペシャル）
- 須間一也 - テレビドラマ『まんが道 青春編』（銀河テレビ小説）
- 翁華栄 - 映画「トキワ荘の青春」